# Українці Фінляндії
Украї́нці Фінля́ндії, фінля́ндські украї́нці — особи українського походження, які народились в Фінляндії або прибули до неї та мають статус резидента чи громадянина країни.
Станом на початок 2022 року, напередодні Повномасштабного вторгнення Росії в Україну, українська громада Фінляндії налічувала близько 5 тисяч осіб.

## Історія
Наприкінці ХІХ століття у Фінляндії поселилися політичні емігранти — вихідці з України. Значна група українців прибула до Фінляндії після Першої світової війни. Однак більшість з них згодом перебралася за океан. Окремі українці жили у Фінляндії під час і після Другої світової війни. Станом на 1991 рік, за неофіційною статистикою, у Фінляндії налічувалося понад 50 осіб українського походження.
Місця компактного проживання україців — Гельсінкі, Еспоо, Вантаа, Тампере, Ювяскюля, Турку, Оулу, Сало.
На початку 2022 року, до Повномасштабного вторгнення Росії в Україну, українська громада Фінляндії налічувала близько 5 тисяч осіб.

## Сучасність
Станом на лютий 2024 року у Фінляндії налічувалося понад 60 тисяч українців, переважна більшість з них отримали тимчасовий захист в країні у зв'язку з повномасштабним вторгненням Росії в Україну.

## Культура
На території Фінляндії діє більш як десять об'єднань українців. Найбільші з них — «Товариство українців у Фінляндії» (засноване у Гельсінкі у 1997 році), «Українці Фінляндії» (засноване у Турку у 2009 році), «Товариство українців міста Тампере».
Об'єднання відкривали центри допомоги біженцям з України, організовують благодійні заходи та збори коштів для України та українців, які постраждали в ході Російсько-української війни.
У січні 1998 року в Тампере відкрився Міжнародний український культурний центр (із 2006 року працює в місті Хямеенкюрьо).
У листопаді 2014 року «Товариство українців у Фінляндії» спільно з фінським актором і режисером українського походження Ігорем Фреєм заснували в Гельсінкі Український народний театр Фінляндії. Ігор Фрей став художнім керівником і головним режисером театру.